# Hymenocallis palmeri
Hymenocallis palmeri es una especie de planta bulbosa geófita perteneciente a  la familia de las amarilidáceas. Es originaria de los Estados Unidos.

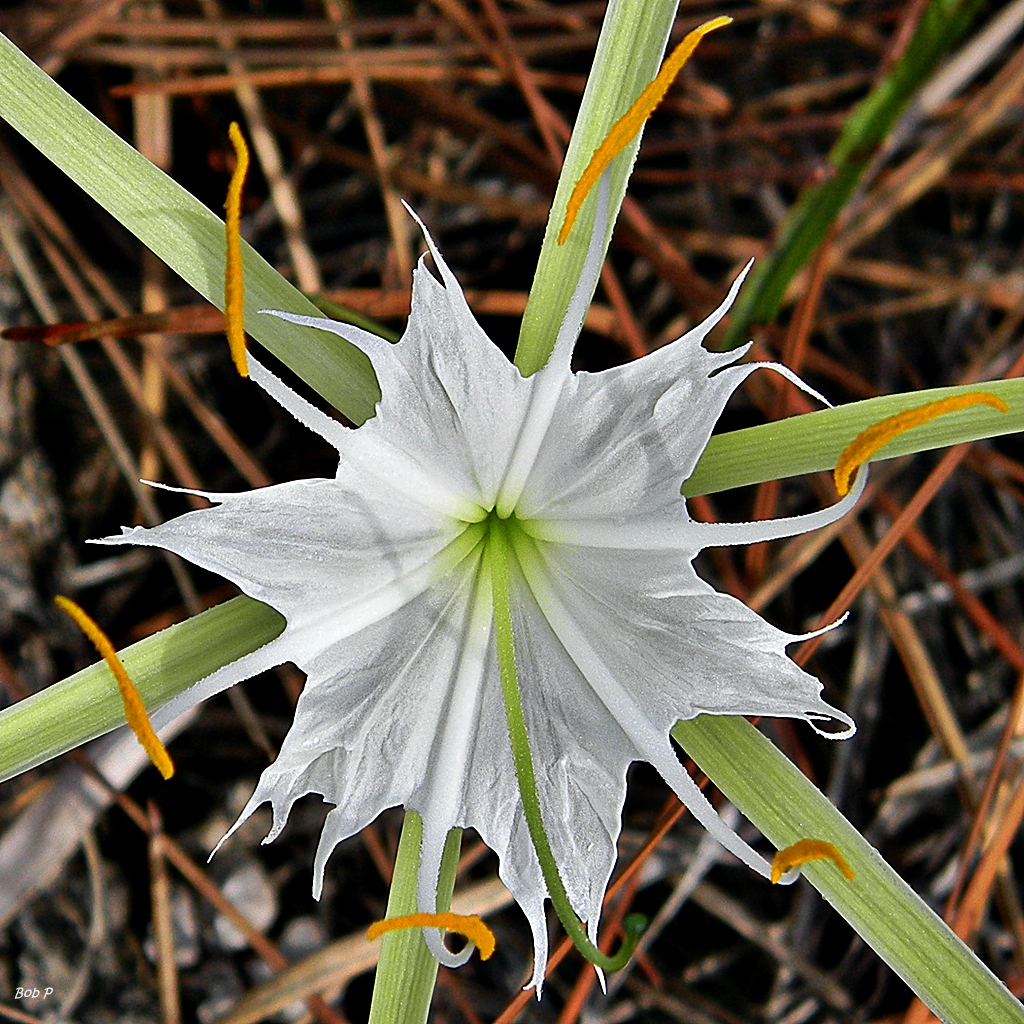
Vista de la flor

## Descripción
Es una planta bulbosa no rizomatosa, bulbo ovoide de 2.5-4 × 1.5 a 3.5 (-5) cm. Hojas caducas, erectas, coriáceas, de color verde azulado, lineales, canalizadas y ápice agudo, glaucos. Las flores, una, rara vez dos, para luego abrir de forma secuencial, son ligeramente fragantes, de color verde el tubo del perianto. El fruto es una cápsula elipsoide con semillas obovoides. El número cromosomático es de 2n = 42, 46, 48.

## Distribución y hábitat
Florece en la primavera tardía - verano, en pantanos, praderas húmedas, tierras inundadas abiertas de pinos, las carreteras mojadas, en Florida.
Hymenocallis palmeri es la más estrechamente vinculada a Hymenocallis henryae, con las hojas y las características florales similares, pero se distingue por sus hojas lineares, flores, y el tubo del perianto que a menudo es decididamente más largo que los tépalos (GL Smith y WS Flory, 1990).

## Taxonomía
Hymenocallis palmeri fue descrita por Sereno Watson y publicado en  Proceedings of the American Academy of Arts and Sciences 14: 301, en el año 1879.
Etimología
Hymenocallis: nombre genérico que proviene del griego y significa "membrana hermosa", aludiendo a la corona estaminal que caracteriza al género.
palmeri: epíteto
Sinonimia
- Hymenocallis humilis S.Watson, Proc. Amer. Acad. Arts 14: 203. 1879.[4]